# Bactrocythara asarca
Bactrocythara asarca é uma espécie de gastrópode da família Mangeliidae.